# 5323 Fogh
5323 Fogh este un asteroid din centura principală de asteroizi.

## Descriere
5323 Fogh este un asteroid din centura principală de asteroizi. A fost descoperit pe 13 octombrie 1986 la Brorfelde de Poul Jensen. El prezintă o orbită caracterizată de o semiaxă mare de 2,40 ua, o excentricitate de 0,20 și o înclinație de 3,3° în raport cu ecliptica.